# Безответные вопросы
Безответные вопросы, или бесполезные вопросы, авьяката (пали, санскр. авьякрита), — метафизические вопросы в буддизме, в ответ на которые Будда хранил «благородное молчание» или пояснял, почему отказывается отвечать на них.

## Описание
Согласно «Чуламалункья сутре», монах Малункьяпутта, выполнявший практику медитации, задал себе такие вопросы:
1. Вечна ли вселенная?
2. Конечна ли вселенная?
3. Джива и тело — одно и то же?
4. Существует ли Татхагата после смерти?

Монах решил, что если не получит ответа на эти вопросы от Будды, то вернётся к жизни мирянина. После этого Малункьяпутта пришёл к Будде и задал ему эти вопросы, также говоря, что ему не нравится то, что учитель обходит эти вопросы стороной.
В ответ на это Гаутама Будда указал, что он не давал обещания разъяснять эти вопросы, а Малункьяпутта не давал обещания о том, что Будда разъяснит эти вопросы после практики Дхармы. Также Будда приводит следующую аналогию для решения Малункьяпутты уйти из монахов и оставить учение, если он не узнает ответа:

Это подобно, о Малункьяпутта, человеку, который, будучи раненым отравленной стрелой, и к которому родственники и друзья привели врача, скажет: «Я не позволю вытащить эту стрелу, пока не узнаю, кто меня ранил: кшатрий это, брахман, вайшья или шудра?» Затем он скажет: «Я не позволю вытащить эту стрелу, пока не узнаю, кто меня ранил, как его зовут, из какой он семьи?». <…> Затем он скажет: «Я не позволю вытащить эту стрелу, пока не узнаю, была ли это обычная стрела или какая-то необычная?»
После этого Будда говорит, что «жизнь в соответствии с Дхармой, о Малункьяпутта, не зависит от мнения, что Вселенная вечна» и перечисляет те вопросы, которые он не объяснил, и в заключение говорит, что причиной отсутствия объяснений является отсутствие пользы от таких объяснений.
Общее количество вопросов, названных «авьякрита», согласно разным данным, менялось от четырёх до шестнадцати. Традиционными считаются десять вопросов.

## Трактовка
Буддолог В. Г. Лысенко отмечала, что Будда давал ответ лишь на те вопросы, которые могут помочь «конкретному человеку в его конкретной ситуации». Будда отказывался от общих вопросов и связанных с ними категорических ответов, требуя проводить анализ любого вопроса. В этой связи Лысенко, сравнивая Будду с Иисусом, находит, что для Будды Нагорная проповедь была бы «совершенно невозможной вещью».
Проанализировав ответы Будды на подобные вопросы, Лысенко выделила пять вариантов ответов Будды:
1. Молчание. Различные представители буддийских школ и исследователи по-разному трактовали «благородное молчание Будды» и часто использовали его как причину считать, что Будда молча поддерживал именно их позицию[7]. В махаянской традиции в целом «благородное молчание» соответствует «высшему уровню понимания» последователя, на котором промежуточная «словесная оболочка» уже отброшена[8].
2. «Не ведёт к нирване». Будда, в соответствии с доктриной искусных средств, давал различные ответы разным спрашивающим на одни и те же вопросы[9]. В частности, таким образом Будда отвечал на вопросы Малункьяпутты, но не на вопросы Ваччхагхоты[10].
3. «Нерелевантно». В частности, такой ответ Будда дал Ваччхагхоте на вопрос о том, что происходит с Татхагатой или его душой после смерти. Поясняя ответ, Будда сравнивает этот вопрос с вопросом «В какую сторону ушёл погасший огонь?». Ваччхагхота соглашается с нерелевантностью вопроса, говоря, что огонь просто исчезает, когда заканчивается топливо. Будда в свою очередь говорит, что пять скандх Татхагаты исчезают аналогичным образом и отмечает ошибочность мнения о том, что «Татхагата есть нечто устойчивое»[11].
4. «Некорректно». Это, в частности, относилось к вопросам, в которых отделялось качество от первоэлемента, создавшего это качество. Например, это относилось к вопросу «Что такое распад и смерть и кого суть (то есть кто претерпевает) распад и смерть?», на который Будда ответил, что считает этот вопрос равнозначным по сути вопросу «Распад и смерть — это одно, а то, что они принадлежат кому-то — другое»[10].
5. «Не имеет меры». Такой ответ давался Буддой на вопросы о «запредельном» или нирване.